# 15434 Mittal
15434 Mittal este o planetă minoră (asteroid), cu un diametru de 2,582 km, din centura de asteroizi. A fost descoperită pe 10 noiembrie 1998 la Experimental Test Site⁠(d) de Lincoln Near-Earth Asteroid Research. 
Obiectul prezintă o orbită caracterizată de o semiaxă mare de 2,2904719 UAi, o excentricitate de 0,12, o înclinație de 3,87976 ° în raport cu ecliptica.